# Cycas angulata
Cycas angulata är en kärlväxtart som beskrevs av Robert Brown. Cycas angulata ingår i släktet Cycas, och familjen Cycadaceae. IUCN kategoriserar arten globalt som livskraftig. Inga underarter finns listade i Catalogue of Life.